# Tom Shadyac
Tom Peter Shadyac (Falls Church, 11 december 1958) is een Amerikaanse filmregisseur. Shadyac heeft o.a. The Nutty Professor, Patch Adams en Bruce Almighty geregisseerd.